# Charlie Hebdo
Charlie Hebdo é uma revista semanal satírica francesa. Ricamente ilustrada, publica crônicas e relatórios sobre a política, a economia e a sociedade francesas, mas também jornalismo investigativo com a publicação de reportagens sobre o estrangeiro ou em áreas como as seitas, a extrema-direita, o cristianismo, o islamismo, o judaísmo, a cultura, entre outros temas. A publicação frequentemente satiriza o Partido Comunista Francês, o catolicismo conservador, a hierarquia judaica e o fundamentalismo islâmico. Publica também ocasionalmente números especiais sem data fixa.
O editorial se define como libertário anarquista, sendo um reduto muitíssimo diversificado do pensamento de esquerda não oficial. De acordo com Charb, a redacção do jornal Charlie Hebdo "reflecte todos os componentes da esquerda plural, e mesmo os abstencionistas". Para Ziraldo o jornal é corajoso na sua forma de fazer humor.
A publicação foi descrita como antirracista, cética, secular, libertária e dentro da tradição do radicalismo de esquerda, publicando artigos sobre a extrema-direita (especialmente o partido nacionalista francês Frente Nacional), religião (catolicismo, islamismo e judaísmo), política e cultura.

## História

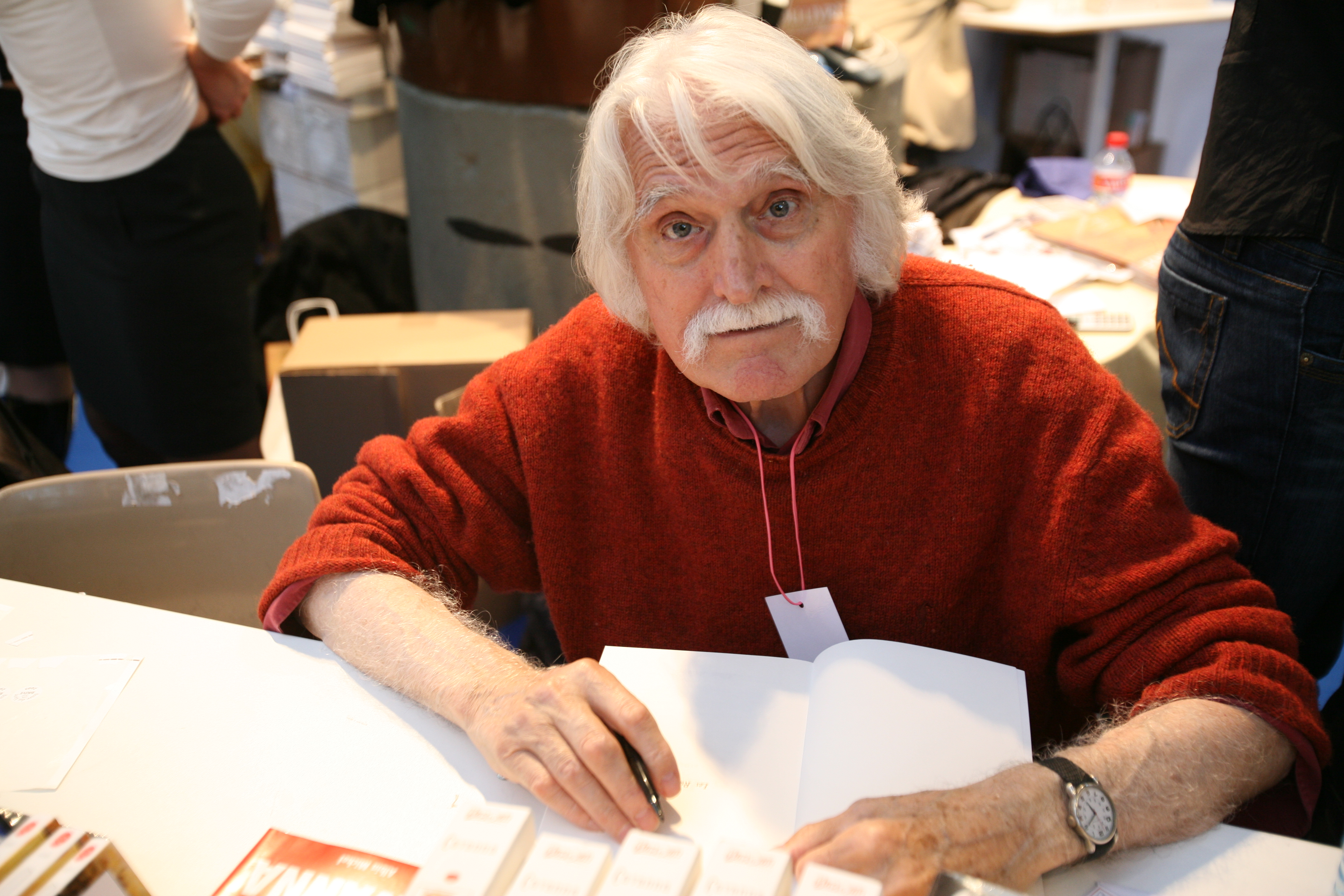
François Cavanna, um dos fundadores do Charlie Hebdo

Em 1960, George Bernier (1929-2005), mais conhecido como o Professeur Choron e François Cavanna (1923-2014) lançam uma revista mensal satírica intitulada Hara-Kiri de tendência cínica e licenciosa. O Professeur Choron exerce as funções de director de publicação enquanto Cavanna é o editor. Cavanna reuniu uma equipe que incluía Roland Topor, Fred, Reiser, Georges Wolinski, Gébé e Cabu, Sépia (pseudónimo de Cavanna), Siné, etc.
Após uma carta de um leitor acusando o jornal de ser "estúpido e mau" ("bête et méchant"), a frase tornou-se o lema oficial para o jornal: « Hara-Kiri, journal bête et méchant »; todos os mêses, o Professeur Choron apresenta até um jogo "bête et méchant" para os leitores.
O jornal foi brevemente banido em 1961, e novamente por seis meses em 1966 sob a influência de Yvonne de Gaulle, esposa do Presidente da República. Em 1969, a equipe de Hara-Kiri decide produzir uma publicação semanal que trata de acontecimentos actuais. Este é lançado em Fevereiro como Hara-Kiri Hebdo e renomeado L'Hebdo Hara-Kiri em Maio do mesmo ano ('Hebdo "é a abreviação de' hebdomadaire '-' semanal ').
Em Novembro de 1970, após a morte de Charles de Gaulle, Presidente da República francesa (1959-1969), militar e dirigente da Resistência durante a ocupação alemã na época da Segunda Guerra Mundial, L'hebdo Hara-Kiri publica na sua primeira página uma caricatura de um obituário com a seguinte manchete: « Bal tragique à Colombey: 1 mort » (Baile Trágico em Colombey: um morto) em referência a um outro acontecimento do mesmo mês: o incêndio de uma discoteca (Incendie du 5-7) em Saint-Laurent-du-Pont que resultou na morte de 146 pessoas. Em nome do governo francês, o então ministro do Interior, o gaullista conservador Raymond Marcellin, com o aval do Presidente da República Georges Pompidou, também gaullista, proibiu a publicação. No entanto, os cartunistas contornaram a situação lançando um novo jornal: Charlie Hebdo, e nele publicando a tal manchete.  Alguns contribuintes não retornaram para o jornal, como Gébé, Cabu, Topor, e Fred. Mas também houve novos membros que incluiu Delfeil de Ton, Pierre Fournier, e Willem.
O novo nome Charlie Hebdo foi derivado de uma revista de história em quadrinhos mensal chamada Charlie Mensuel  (Charlie Mensal), que havia sido iniciado por Bernier e Delfeil de Ton (1934-) em 1968. Charlie tomou o nome de Charlie Brown, o personagem principal de Peanuts (um dos quadrinhos publicados originalmente em Charlie Mensuel), e também foi uma piada interna sobre Charles de Gaulle.

## Controvérsias com o islamismo

Edição intitulada Charia Hebdo, de 2011, que causou controvérsia com entidades islâmicas por conter, além de outros cartoons, uma representação de Maomé em sua capa dizendo: "100 chibatadas se você não morrer de rir!"

As controvérsias entre os fundamentalistas islâmicos e o jornal começaram em 2006, quando o último reproduziu charges do jornal dinamarquês Jyllands-Posten sobre Maomé, publicadas inicialmente em 2005, essas caricaturas provocaram actos de violência por parte de extremistas islâmicos contra as embaixadas Dinamarquesas. Por motivos de segurança, após a publicação a polícia francesa foi mobilizada para proteger a sede da redacção do Charlie Hebdo. Várias organizações muçulmanas, entre elas o Conselho francês do culto muçulmano pediram a proibição da venda do jornal porque além de reproduziram as caricaturas do jornal dinamarquês, também presentava caricaturas dos jornalistas de Charlie Hebdo. A primeira página de Cabu mostra Maomé chorando e que diz: "c'est dur d'être aimé par des cons" (é duro ser amado por estúpidos). Também é o nome de um filme sobre esses acontecimentos realizado por Daniel Lecomte em 2008. Esta solicitação falhou por causa de um vício processual.
Este caso das caricaturas conduz a redacção do Manifesto: Juntos contra o Novo Totalitarismo em Março de 2006 publicado inicialmente por Charlie Hebdo.
Em 2007, uma ação movida por entidades muçulmanas contra o jornal foi arquivada pelo tribunal francês.
Em 2011, houve o primeiro atentado efetivo contra a sede do jornal.
Em 2012 o jornal volta a publicar charges satirizando o profeta Maomé. O governo francês fecha diversas instituições francesas em 20 países, com objetivo de evitar ataques em retaliação as publicações do jornal.
Em 2013 o site do jornal é atacado por hackers no mesmo dia em que uma publicação com história sobre Maomé é lançada em quadrinhos pelo jornal.
Em 2015 um novo e mais violento atentado é novamente perpetrado contra a sede do jornal.

### Ataque de 2011

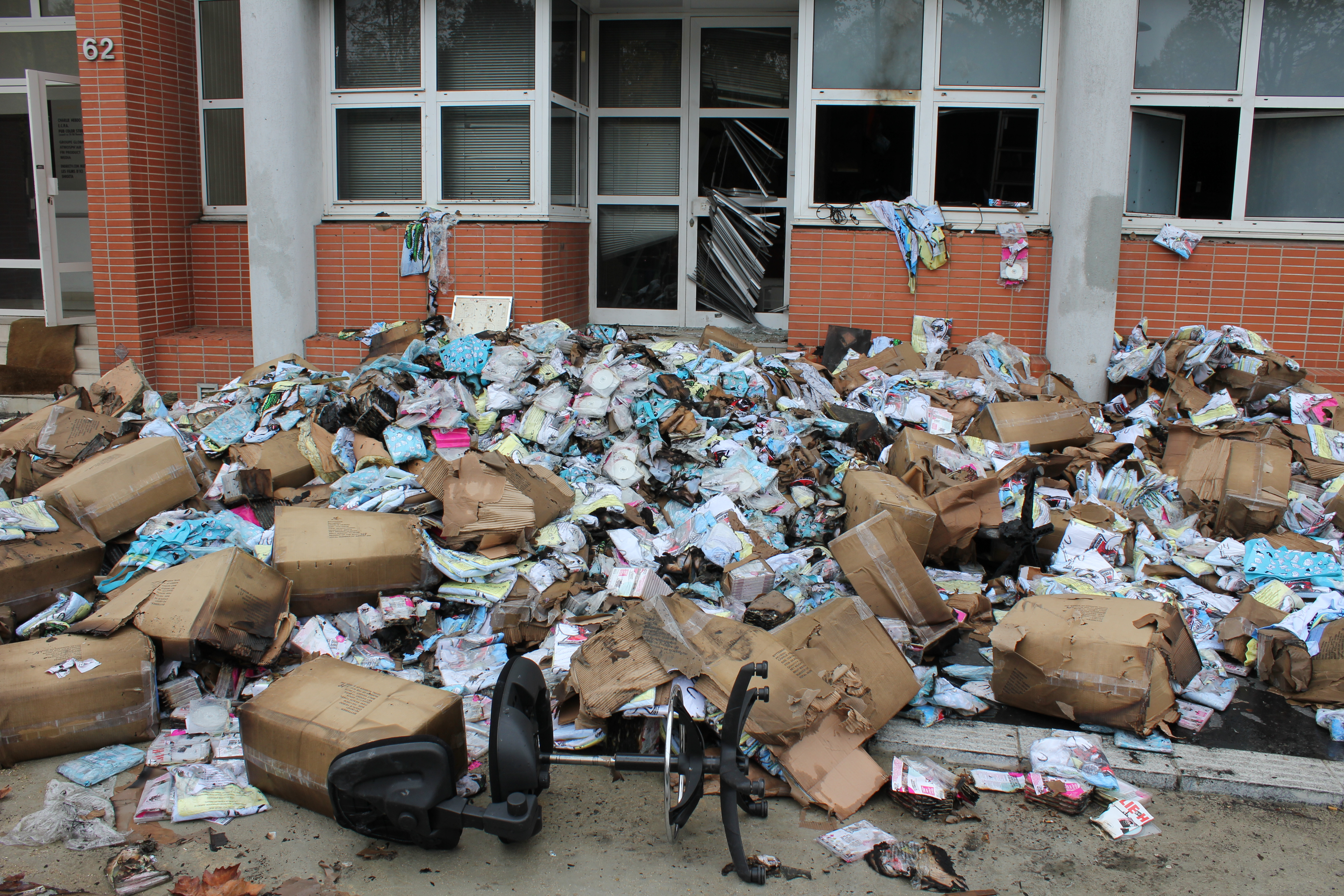
Escombros causados pelo ataque de 2011

Em novembro de 2011, após publicar uma charge com o profeta Maomé representado como redator chefe ameaçando os leitores, intitulada Charia Hebdo, a publicação foi recebida como um insulto pelo mundo árabe, resultando em polêmica.
Logo em seguida o jornal foi vítima de um atentado, uma bomba incendiária foi lançada contra o escritório do semanário, sem no entanto deixar vítimas.
O semanário contra-atacou, em tom de humor claro, com uma nova publicação em manchete, estampado um muçulmano beijando um cartunista do Hebdo, com a seguinte mensagem junto ao desenho: "O amor é mais forte que o ódio".

### Massacre de 2015

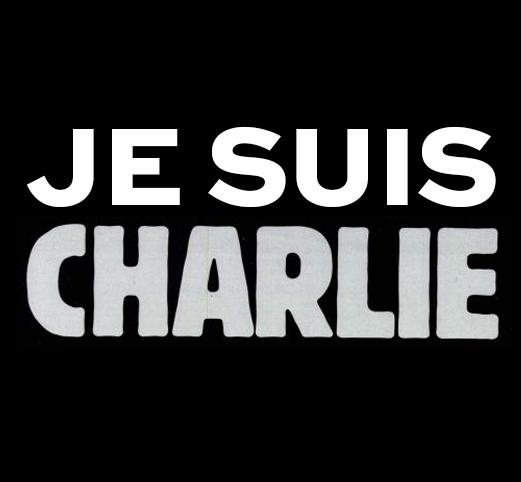
Je suis Charlie

No dia 7 de janeiro de 2015, em Paris, o semanário foi alvo de um novo ataque, terroristas fundamentalistas atacaram a sede do Charlie Hebdo, no XI distrito de Paris, supostamente, como forma de protesto mais uma vez contra a edição Sharía Hebdo, que em 2011 (data da publicação) já havia causado tumulto. O atentado resultou em - no mínimo - doze pessoas mortas, entre as quais Charb, Cabu, Honoré, Tignous, e Wolinski (cartunistas do jornal) e mais cinco feridas gravemente.
Das doze vítimas, onze morreram dentro da sede da editora e um do lado de fora. 2 vítimas eram policiais que faziam a guarda do local (incluindo a que foi vitimada do lado de fora da sede).
O presidente francês, François Hollande, descreveu o ocorrido como "ataque terrorista de grande covardia".
No dia seguinte ao ataque, os editores sobreviventes do Charlie Hebdo anunciaram que a publicação continuará, com a edição da semana seguinte do jornal a ser publicado de acordo com o horário habitual, e com uma tiragem de 1 milhão de cópias, significativamente superior ao seu habitual 60 000.
O governo francês concedeu quase € 1 milhão para apoiar a revista. O Fundo de Imprensa Inovação Digital (francês: Fonds Google-AIPG pour l'Innovation Numérique de la presse), parcialmente financiado pela Google, doou € 250 000.